# Materija, Hrpelje - Kozina
Materija je naselje v Občini Hrpelje - Kozina.